# بين فيليبس (لاعب اتحاد الرغبي)
بين فيليبس (بالإنجليزية: Ben Phillips)‏ هو لاعب اتحاد الرغبي بريطاني، ولد في 5 سبتمبر 1981 في بريدجند ‏ في المملكة المتحدة.